# 拜延八都魯
拜延八都魯（?—?），蒙古帝国将领，札剌亦儿氏。
拜延八都魯年轻时事奉成吉思汗铁木真，成吉思汗为他赐名八都鲁。1235年奉窝阔台之命率领扎剌军一千六百人，与塔海甘卜一起征伐关西。出秦巩，入蜀。1253年，与汪德臣等创立利州城。1254年，在紫金山鹿角寨破南宋军。1257年，从纽璘围攻云顶山，筑成都城，后留镇成都，蒙哥给他赐金五十两。又在新津寨，大败宋朝潘都统的军队。1261年，忽必烈以功授他蒙为古奥鲁官。1268年，告老，其孙兀浑察代领其军。

## 延伸阅读
[在维基数据编辑]
 《元史·卷123》，出自宋濂《元史》
 《新元史/卷129》，出自柯劭忞《新元史》